# Magnesia Litera 2021
Magnesia Litera 2021 je 20. ročník cen Magnesia Litera. Ceny byly vyhlášeny 8. června 2021 na Nové scéně Národního divadla.
Nominované knihy v kategorii próza označil novinář Petr Fischer za patrně nejsilnější za poslední roky udělování cen.

## Ceny a nominace

### Kniha roku
- Kniha roku: Martin Hilský: Shakespearova Anglie[3]

### Palmknihy Litera za prózu
- Daniel Hradecký: Tři kapitoly: Dumdum – Výlety s otcem – Vikštejn
- Petr Borkovec: Sebrat klacek
- Lucie Faulerová: Smrtholka
- Matěj Hořava: Mezipřistání
- Vladimír Merta: Popelnicový román: Síťový kryptopříběh
- Ondřej Štindl: Až se ti zatočí hlava

### Moleskine Litera za poezii
- Pavel Novotný: Zápisky z garsonky
- Kateřina Bolechová: Sádrová hlava jiné Marie
- Yveta Shanfeldová: Skromná místa nespaní

### Litera za knihu pro děti a mládež
- Bogdan Trojak: Safíroví ledňáčci a Glutaman
- Tereza Horváthová: Sydney aneb My dva z B
- Radek Malý: Rozára a Černý Petr čili O větrných mlýnech

### Litera za naučnou literaturu
- Jaroslav Petr: Desatero smyslů. Jak lidé a zvířata vnímají okolní svět
- Martin Hilský: Shakespearova Anglie. Portrét doby
- Marie Rakušanová a kol.: Bohumil Kubišta a Evropa

### Litera za nakladatelský čin
- Edice Česká poezie a Česká próza v nakladatelství Fra
- Václav Černý, Jiří Pelán: Italská renesanční literatura I-II, nakladatelství Karolinum
- Petr Vaňous (ed.): SPECTRUM, Kniha o současnosti mladé malby v ČR, nakladatelství Bigg Boss

### Litera za překladovou knihu
- Francisco Delicado: Portrét pěkné Andalusanky (přeložil Jiří Holub)
- Joanna Batorová: Chmurdálie (přeložila Michala Benešová)
- Lo Ch’ing: Krabička zápalek (přeložil Dušan Andrš)

### Litera za publicistiku
- Nina Špitálníková: Svědectví o životě v KLDR
- Daňa Horáková: O Pavlovi
- Petr a Petra Třešňákovi: Zvuky probouzení

### Litera za debut roku
- Lenka Elbe: Uranova
- Alžběta Luňáčková: Pravý úhel
- Silvie Šeborová: Jak namalovat vejce?

### Kosmas Cena čtenářů
- Václav Dvořák: Já, Finis

### Magnesia Blog roku
- Městská policie Přerov (Facebooková stránka)
- Do Thu Trang: Asijatka.cz
- Jaroslav Flegr: Milý Micíku (Facebooková stránka)